# Xingren (socken i Kina, Sichuan)
Xingren (kinesiska: 兴仁乡, 兴仁) är en socken i Kina. Den ligger i provinsen Sichuan, i den sydvästra delen av landet, omkring 100 kilometer nordost om provinshuvudstaden Chengdu. Antalet invånare är 7 999. Befolkningen består av 3 901 kvinnor och 4 098 män. Barn under 15 år utgör 17,0 %, vuxna 15-64 år 69 %, och äldre över 65 år 13,0 %.
Genomsnittlig årsnederbörd är 1 156 millimeter. Den regnigaste månaden är juli, med i genomsnitt 309 mm nederbörd, och den torraste är december, med 8 mm nederbörd.